# 市役所前停留場 (鹿兒島縣)
市役所前停留場（日语：／ Shiyakushomae teiryūjō */?），又稱市役所前電車站，是位於鹿兒島縣鹿兒島市山下町，鹿兒島市交通局（鹿兒島市電）第一期線的電車站。車站編號為I04（1系統）和N04（2系統）。此站曾經連接上町線。

## 歷史
- 1914年（大正3年）10月26日 - 不斷光院停留場啟用[2]。
- 1921年（大正10年） - 電車站改名為棧橋通停留場[2]。
- 日期不詳 - 暫停營業[2]。
- 1948年（昭和23年）12月28日 - 恢復營業[2]。同時上町線朝日通～七高前之間的路線改為市役所前～七高前之間，因此此站成為上町線的起點[1]。
- 1956年（昭和31年）5月19日 - 電車站改名為市役所前停留場[2]。
- 1985年（昭和60年）10月1日 - 上町線廢止。

## 電車站構造
此電車站設有2面2線的相對式低地台月台。兩月台上設有電車接近顯示器和廣播系統。兩月台可讓輪椅人士上落。但是電動輪椅人士由於月台寬度問題使不能使用此電車站。此站是無人車站，站內不可購買車票。

### 運行系統
此電車站是第一期線電車站之一。■1系統和■2系統會駛入此站。

## 使用狀況
| 1日上下車人次變化 | 1日上下車人次變化 |
| 年度              | 1日平均人次       |
| ----------------- | ----------------- |
| 2011年            | 1,260             |
| 2012年            | 1,283             |
| 2013年            | 1,305             |
| 2014年            | 1,332             |
| 2015年            | 1,378             |

## 電車站周邊

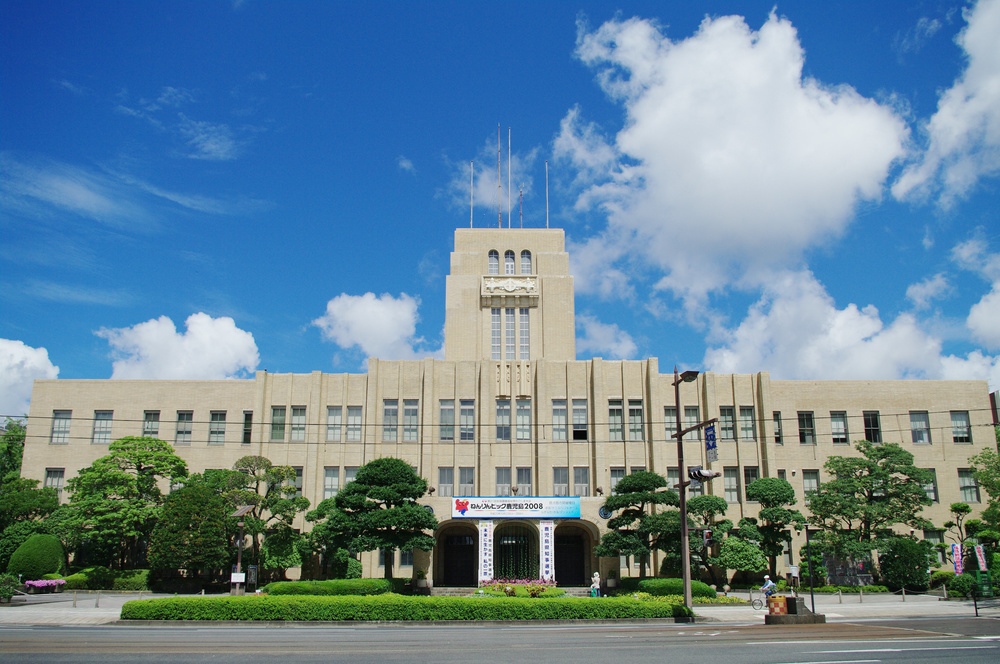
市役所前停留場周邊的樣子。後方為鹿兒島市政廳。

政府機構
- 鹿兒島市政廳（日语：鹿児島市役所）

在1998年，本館成為國家有形重要文化財。
- 合同廳舍
- 鹿兒島縣立圖書館（日语：鹿児島県立図書館）
- 鹿兒島縣歷史資料中心黎明館（日语：鹿児島県歴史資料センター黎明館） - 鶴丸城跡位置。
- 縣消費生活中心
- 東部保健中心
- 消防會館
- 縣民交流中心、縣政紀念館
- 鹿兒島地方檢察廳（日语：鹿児島地方検察庁）
- 鹿兒島地方裁判所、家庭裁判所及簡易裁判所合同廳舍
  - 鹿兒島地方裁判所（日语：鹿児島地方裁判所）
  - 鹿兒島家庭裁判所（日语：鹿児島家庭裁判所）
  - 鹿兒島簡易裁判所（日语：鹿児島簡易裁判所）
- NHK鹿兒島放送局

企業
在港町較多海運業公司總部。
- 公司公司（日语：いわさきコーポレーション）總部
- 琉球海運（日语：琉球海運）鹿兒島分店
- 豐產業本社

公園
- 港大通公園

商業設施
- 海豚港（日语：ドルフィンポート）
- 名山堀飲食街

酒店
- Aqua Garden酒店福丸

醫療機構
- 福崎醫院
- Chime大廈

有許多醫院和牙科診所在內。
- 國立醫院機構鹿兒島醫療中心（日语：国立病院機構鹿児島医療センター）

其他
- 鹿兒島港（日语：鹿児島港）

該處設有渡輪服務前往櫻島與離島地方。
- 肝付屋敷跡

## 巴士路線
市役所前巴士站

### 鹿兒島市營巴士
| - 1號 (伊敷新城線) - 3號 (玉里團地線) - 4號 (城山、玉里線) - 5號 (日當平(北營業所前)線) - 5號 (日當平(玉里團地北)線) - 5號 (日當平(經城山、薩摩團地)線) - 8號 (西玉里團地(前往市政廳前)線) | - 11號 (鴨池、冷水線) - 12號 (海岸線) - 16號 (鴨池港、文化會堂線) - 16號-2 (鴨池港、文化會堂(經中央站)線) | - 24號 (伊敷線) - 24號-2 (伊敷(經西伊敷四丁目)線) - 31號 (玉里、三和町線) - 32號 (城山、三和町線) - 51號 (薩摩團地線) |

### 南國交通
- N32號 (清水、常盤線)
- N36號 (吉野(經東高校下)線)
- N36號-2 (吉野(經催馬樂團地)線)
- N36號-3 (吉野(前往葛山)線)
- N41號 (永吉線)
- N42號 (葛山線)
- N46號 (明和線)
- N46號-2 (明和(經原良)線)
- N46號-3 (明和(經小野四丁目)線)

### 鹿兒島交通
- 6-2號 (公園、慈眼寺團地線)
- 9號 (南紫原線)
- 10號 (紫原、武町線)
- 12號 (天保山線)
- 14號 (大學醫院線)
- 15號 (東紫原線)
- 15號-2 (東紫原線)
- 26號 (唐湊線)

### JR九州巴士
- 北薩線（日语：北薩線）
  - 鹿兒島站方向
  - 鹿兒島中央站、薩摩郡山、入來、宮之城方向

## 相鄰電車站
鹿兒島市交通局
鹿兒島市電■1系統、■2系統
水族館口（I03/N03）－市役所前（I04/N04）－朝日通（I05/N05）

## 注腳
1. 1 2  《日本鉄道旅行地図帳 12 九州沖縄》 p.52
2. 1 2 3 4 5  《日本鉄道旅行地図帳 12 九州沖縄》 p.51
3. ↑  国土数値情報(駅別乗降客数データ)  （页面存档备份，存于）（日語） - 國土交通省，2018年12月10日參閲
4. ↑  鹿児島市庁舎本館 （页面存档备份，存于）（日語） - 國家指定文化財等資料庫 2012年1月27日參閲。

## 外部連結
- 鹿兒島市交通局 （页面存档备份，存于）（日語）